# Distretto di Yanliang
Il distretto di Yanliang (阎良区S, Yánliáng QūP) è un distretto della Cina, situato nella provincia dello Shaanxi e amministrato dalla città-prefettura di Xi'an.